# Кане Геленовське (станція)
Кане Геленовське (пол. Kanie Helenowskie) — пасажирська станція польської залізниці, розташована в селі Кане, яка обслуговує приміські маршрути WKD. 